# كنيسة القديس يعقوب
كنيسة القديس يعقوب أو كنيسة القديس هاكوب (بالأرمنية: Սուրբ Յակոբ Եկեղեցի)، هي كنيسة أرمنية صغيرة تقع في حي السريان القديم في حلب، سوريا. افتُتحت عام 1943 وتم توسيعها لاحقًا في عام 1962، مكرّسة على اسم يعقوب النصيبيني.

## التاريخ
أُقيم حفل وضع حجر الأساس لبناء كنيسة أرمنيّة صغيرة في 3 يونيو 1934، خلال ولاية أردافازت سورميان مطران أبرشية بيرويا الأرمنية، على قطعة أرض مساحتها حوالي 750 مترًا مربعًا، تبرع بها القنصل العام الإيطالي في حلب، جورجيو ماركوبولي. بدأت عملية البناء في عام 1940، وتم تكريس الكنيسة عام 1943 بحضور رسمي وشعبي.
يعود الشكل الحالي للكنيسة إلى عام 1962، بعد عملية توسيع كبيرة. تحيط بها ساحة صغيرة، ولا تزال الكنيسة بلا قبة أو جرس.
في 1988-1989، قامت الأبرشية الأرمنيّة بإعادة تجديد وتأهيل الكنيسة بالكامل.

## معرض الصور

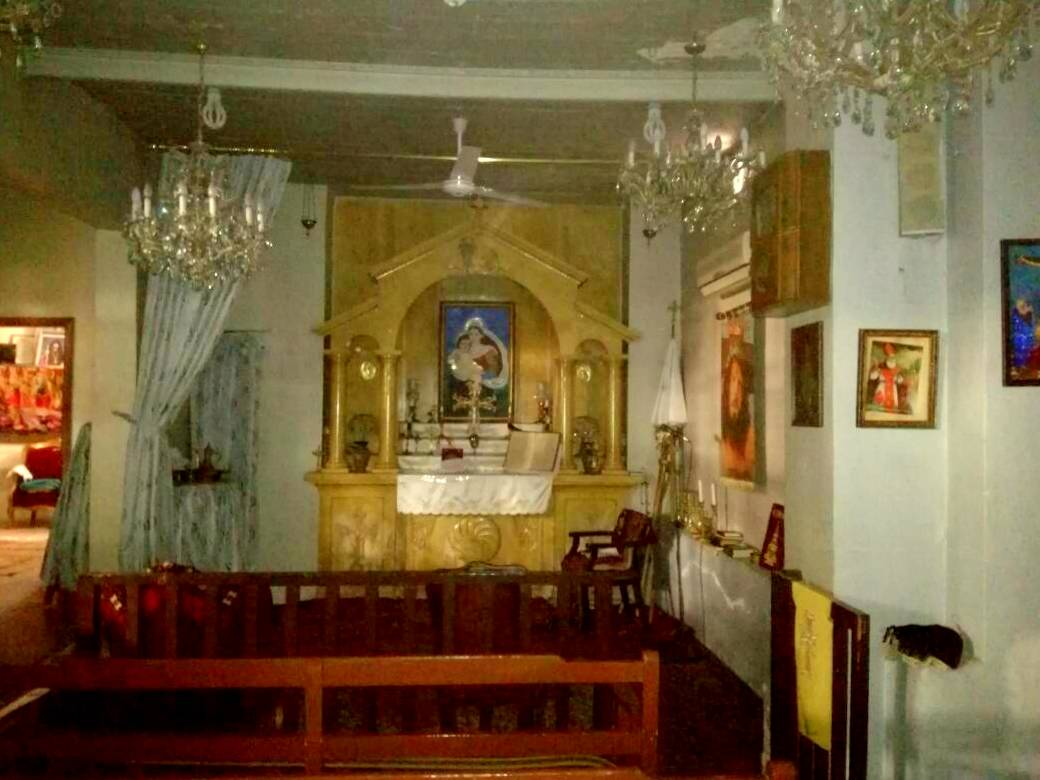
المذبح الرئيسي
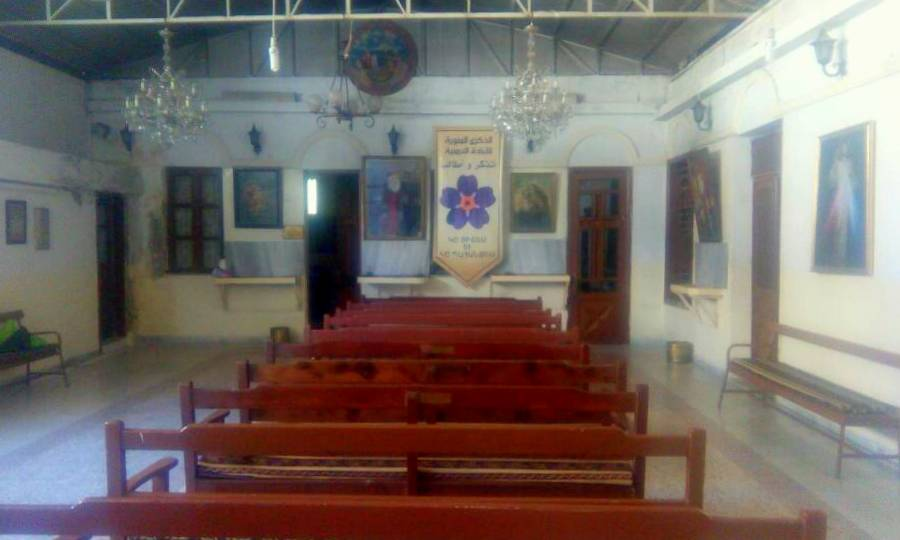
الكنيسة من الداخل، أبريل 2017